# Список сварочных процессов
Список сварочных процессов, разделенных на соответствующие категории.
Во втором столбце указаны идентификационные номера по ISO 4063 (в Европейском Союзе - по EN ISO 4063). цифры в скобках устарели и были удалены из текущей (1998) версии стандарта ISO 4063.  В Северной Америке используется Справочник кодов Американского сварочного общества (AWS).
В РФ к действующим государственным стандартам, касающимся сварки относятся:
- ГОСТ Р ИСО 4063-2010 Сварка и родственные процессы. Перечень и условные обозначения процессов;
- ГОСТ 3.1705-81 Единая система технологической документации. Правила записи операций и переходов. Сварка;
- ГОСТ 2601-84 Сварка металлов. Термины и определения основных понятий;
- ГОСТ 11969-79 Сварка плавлением. Основные положения и их обозначения;
- ГОСТ 19521-74 Сварка металлов. Классификация;
- ГОСТ 29273-92 Свариваемость. Определение;
- ГОСТ 23870-79 Свариваемость сталей. Метод оценки влияния сварки плавлением на основной металл;
- ГОСТ 30430-96 Сварка дуговая конструкционных чугунов. Требования к технологическому процессу;
- ГОСТ 30482-97 Сварка сталей электрошлаковая. Требования к технологическому процессу;
- ГОСТ 29297-92 Сварка, высокотемпературная и низкотемпературная пайка, пайкосварка металлов. Перечень и условные обозначения процессов;
- ГОСТ 2.312-72 Единая система конструкторской документации. Условные изображения и обозначения швов сварных соединений;
- ГОСТ Р ИСО 17659-2009 Сварка. Термины многоязычные для сварных соединений;
- ГОСТ Р ИСО 857-1-2009 Сварка и родственные процессы. Словарь. Часть 1. Процессы сварки металлов. Термины и определения;
- ГОСТ 20549-75 Диффузионная сварка в вакууме рабочих элементов разделительных и формообразующих штампов. Типовой технологический процесс.

## Дуговая сварка
| Имя                                      | N       | AWS                                                                 | Характеристики                                                               | Применение |
| ---------------------------------------- | ------- | ------------------------------------------------------------------- | ---------------------------------------------------------------------------- | --- |
| Водородная сварка                        | (149)   | AHW                                                                 | Два металлических электрода в атмосфере водорода                             | Применяется для образования герметичных и высокопрочных швов                                                                     |
| Электрическая дуговая сварка             | (113)   | BMAW                                                                | Плавящийся электрод, без флюса или защитного газа                            | В быту, технике |
| Углеродная дуговая сварка                | (181)   | CAW                                                                 | Угольный электрод                                                            | Сварка меди, ремонт |
| Порошковая дуговая сварка                | 136 137 | Процесс FCAW-С                                                      | Непрерывно плавящийся электрод                                               | Промышленность, строительство |
| Дуговая сварка в защитных газах          | 131 135 | GMAW                                                                | Непрерывным плавящимся электродом и защитным газом                           | Промышленность |
| Сварка неплавящимся электродом           | 141     | GTAW                                                                | Электрод неплавящийся, высокое качество сварных швов                         | Аэрокосмическая промышленность,строительство (трубопроводы), инструмент                                                          |
| Плазменная сварка                        | 15      | PAW                                                                 | Электрод неплавящийся, суженные дуги                                         | Трубопровод, контрольно-измерительные приборы                                                                                    |
| Ручная дуговая сварка                    | 111     | SMAW                                                                | Плавящийся электрод покрытый флюсом, сварка любого металла                   | Строительство, на открытом воздухе, ремонт                                                                                       |
| Автоматическая дуговая сварка под флюсом | 121     | SAW                                                                 | Автоматическая, дуговая сварка                                               | Применяется в стационарных цеховых условиях для всех металлов и сплавов, включая разнородные металлы толщинами от 1,5 до 150 мм. |
| Магнитно дуговая сварка                  | 185     | MIAB                                                                | Сварка под давлением с перемещаемой магнитом сварочной дугой в защитном газе | Трубопроводы |
| Сварка в космосе                         |         | Использовалась на космических аппаратах Российской Федерации (СССР) | Дуговая сварка в условиях глубокого вакуума и отсутствии гравитации.         | Сварка и ремонт элементов космических аппаратов и оборудования                                                                   |

Сварка в космосе

## Кислородная газовая сварка
| Имя                          | N     | AWS | Характеристики                                                                                      | Применение                                     |
| ---------------------------- | ----- | --- | --------------------------------------------------------------------------------------------------- | ---------------------------------------------- |
| Воздушно ацетиленовая сварка | (321) | AAW | Соединение получается путём нагрева газовым пламенем, образующимся при сжигании ацетилена в воздухе | Ремонт, сварка в местах, где нет электричества |
| Газовая сварка               | 311   | OAW | Сгорание ацетилена с кислородом производит высоких-температурное пламя, недорогое оборудование      | Техническое обслуживание, ремонт               |
| Кислород/пропан              | 312   |     | Газовая сварка с использованием кислорода/горение пропана                                           | Строительство, ремонт                          |
| Водородокислородная сварка   | 313   | OHW | Горит водород с кислородом                                                                          | Строительство, техника                         |
| Газовая сварка под давлением |       | PGW | Пламя газовое стваривает трубы под давлением                                                        | Сварка труб, железнодорожных рельс             |

## Сварка сопротивлением
| Имя                        | N  | AWS  | Характеристики | Приложения                                                                                                 |
| -------------------------- | -- | ---- | --- | --- |
| Контактная точечная сварка | 21 | RSW  | Два заостренных электрода, давление и ток для двух или более тонких заготовок | Автомобильная промышленность, Аэрокосмическая промышленность                                               |
| Контактная сварка          | 22 | RSEW | Два колеса-образные электроды катимся заготовок, давления и тока | Авиационно-космическая промышленность, металлические бочки, трубы                                          |
| Точечная контактная сварка | 23 | PW   | Полуавтоматическая, автоматическая, сварка локализуется в заданных точках. | Автомобильная промышленность, легкая промышленность                                                        |
| Сварка оплавлением         | 24 | PW   | На детали подают напряжение от сварочного трансформатора и сближают с заданной скоростью. При соприкосновении деталей в образующихся отдельных контактах вследствие большой плотности тока металл контактов быстро нагревается и взрывообразно разрушается. | Применяется для изготовлении колец (шпангоутов) диаметром 4—5 м, заготовок при непрерывной прокатке, валов |
| Стыковая сварка            | 25 | UW   | Встык, поверхности с подогревом | Широко применяется при соединении арматурных стержней                                                      |

## Твердотельная сварка
| Название                   | N    | AWS | Характеристики                                                                             | Применение                                                 |
| -------------------------- | ---- | --- | ------------------------------------------------------------------------------------------ | ---------------------------------------------------------- |
| Холодная сварка            | 48   | CW  | сваривает медь и алюминий                                                                  | Электрические контакты                                     |
| Диффузионная сварка        | 45   | DFW | Не видна линия шва                                                                         | Титановый насос, крыльчатки колеса                         |
| Сварка взрывом             | 441  | EXW | Соединяет разнородные металлы                                                              | Химическая промышленность, Биметаллические трубопроводы    |
| Магнитно-импульсная сварка |      |     | Трубы или листы ускоряются с помощью электромагнитных сил. Оксиды удаляются во время удара | Автомобильная промышленность, сосуды под давлением         |
| Сварка ковкой              | (43) | FOW | Древнейший вид сварки                                                                      | Дамасская сталь                                            |
| Сварка трением             | 42   | FRW | Тонкая околошовная зона, необходимо достаточное давление                                   | Аэрокосмическая промышленность, рельсы, наземный транспорт |

## Другие виды сварки
| Имя                         | N       | AWS | Характеристики | Применение                                                                                                  |
| --------------------------- | ------- | --- | --- | --- |
| Сварка электронным лучом    | 51 511  | EBW | Глубокое проникновение, быстрый процесс, высокая стоимость оборудования | Для сварки тугоплавких, высокоактивных металлов в космической, авиационной промышленности, приборостроении. |
| Электрошлаковая сварка      | 72      | ESW | Быстрая сварка толстых заготовок в вертикальном положении, сварка стали непрерывно плавящимся электродом.                                                                                            | Изготовление тяжелых пластин, судостроение.                                                                 |
| Лазерная сварка             | 521 522 | LBW | Глубокое проникновение, быстрый процесс, высокая стоимость оборудования | Автомобильная промышленность                                                                                |
| Ударные сварки              | 77      | PEW | Электрический разряд, давление | Компоненты стрелочного привода                                                                              |
| Термитная сварка            | 71      | TW  | Экзотермическая реакция между алюминиевым порошком и порошком оксида железа | Железнодорожные пути                                                                                        |
| Электрогазовая сварка       | 73      |     | Непрерывно плавящийся электрод в вертикальном положении, сварка стали | Нефтехранилища, судостроение                                                                                |
| Электросварка мягких тканей |         |     | Сварное соединение основано на эффекте электротермической денатурации белковых молекул, ВЧ ток | Медицина, косметические операции                                                                            |
| Сварка пластмасс            |         |     | Разные термопласты при нагревании могут переходить в вязкотекучее состояние или нет, в зависимости от этого сварка производится подогревом, давлением или введением в зону сварки сшивающего агента. | Сварка полипропиленовых труб, в быту                                                                        |
| Гибридная лазерная сварка   |         |     | Используется одновременно твердотельный Nd:YAG-лазер и дуговая сварка | Высокая скорость сварки, сварка толстых металлов                                                            |